# Vexillum ebenus
Vexillum (Pusia) ebenus, tên tiếng Anh: ebony mitre, là một loài ốc biển nhỏ, là động vật thân mềm chân bụng sống ở biển trong họ Costellariidae.

## Miêu tả
Loài này có kích thước giữa 20 mm and 36 mm

## Phân bố
Loài này phân bố ở West vùng biển Châu Âu và in Địa Trung Hải

## Synonyms
In the course of time, many names have been given to Vexillum (Pusia) ebenus, starting năm 1811 with Lamarck who named it Mitra plumbea.
- Mitra bipliata Risso, 1826
- Mitra caffra Scacchi, 1836
- Mitra carna Nardo, 1847
- Mitra congesta Locard, 1886
- Mitra cordierii Maravigna, 1853
- Mitra cornicula Risso, 1826
- Mitra cornicularis Costa, 1829
- Mitra defrancii Payraudeau, B.-C., 1827
- Mitra ebenina Locard, 1886
- Mitra gervilli Payraudeau, B.-C., 1827
- Mitra littoralis Risso, A., 1826
- Mitra lutescens albina (f) Monterosato, T.A. de M. di, 1879
- Mitra plumbea Lamarck, J.B.P.A. de, 1811
- Vexillum biplicata Risso, A., 1862
- Vexillum blanci Pallary, P., 1912
- Vexillum caenis Nardo, G.D., 1847
- Vexillum carna Nardo, G.D., 1847
- Vexillum coccinea Bucquoy, E.J., Ph. Dautzenberg & G.F. Dollfus, 1882
- Vexillum congesta Locard, E.A.A., 1886
- Vexillum cordierii Maravigna, C., 1840
- Vexillum gracilis Locard, E.A.A., 1890
- Vexillum inflata Monterosato, T.A. de M. di, 1880
- Vexillum nigra Pallary, P., 1900
- Vexillum servaini Locard, E.A.A., 1890
- Vexillum tunetana Pallary, P., 1903
- Voluta caffra Olivi, A.G., 1792